# 奧爾岡峰
奧爾岡峰（英語：Organ Peak），是南極洲的山峰，位於葛拉漢地的盧貝海岸，處於阿羅史密斯半島，在1960年根據英國研究隊拍攝的空中照片繪入地圖，現時由南極條約體系管理。